# Tarcz

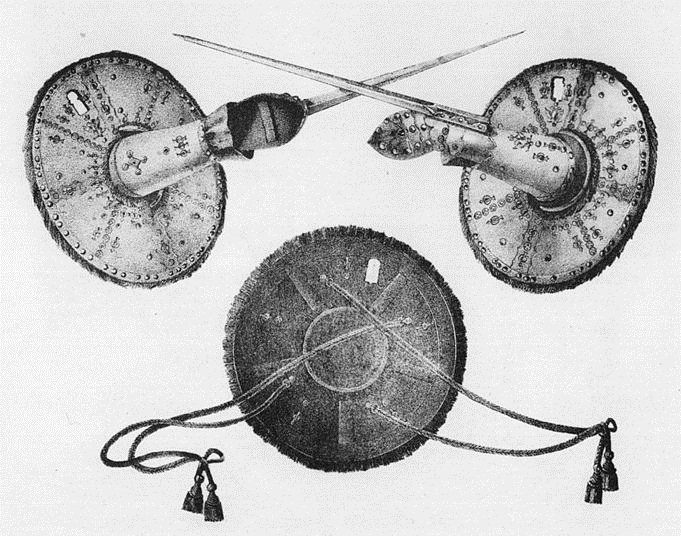
Tarcz

Tarcz (ros. Тарч) – rosyjska tarcza z XVI–XVII wieku wyposażona w karwasz z rękawicą i ostrze, służąca do jednoczesnego zadawania ciosów i osłony przed ciosami wroga. Dawniej taka tarcza była uważana za powszechną na terytorium Carstwa Rosyjskiego, ale współcześni naukowcy kwestionują to, twierdząc że stanowiła rzadką w swej ilości „ciekawostkę” na polach bitew.

## Opis
Tarcz składał się z żelaznego rękawa noszonego na lewej ręce, do którego końca mocowano wąskie ostrze przypominające miecz. Tarcza była na tyle duża, że w górnej części posiadała otwór lub okienko o skomplikowanym kształcie poprawiające widoczność. Wyróżniała się bardzo dużą masą wynoszącą około 8 kilogramów, dlatego wyposażona była w paski do mocowania w celu odciążenia ramienia wojownika.
Z racji swojej wielkości i ciężaru, tarcz używany był tylko w obronie rosyjskich twierdz, gdyż był wyjątkowo niewygodny w czasie starć na otwartym terenie. Rosyjscy artyści XIX wieku lubili przedstawiać tę tarczę, ilustrując epizody z militarnej historii Carstwa Rosyjskiego.

## Wojna polsko-rosyjska 1609–1618

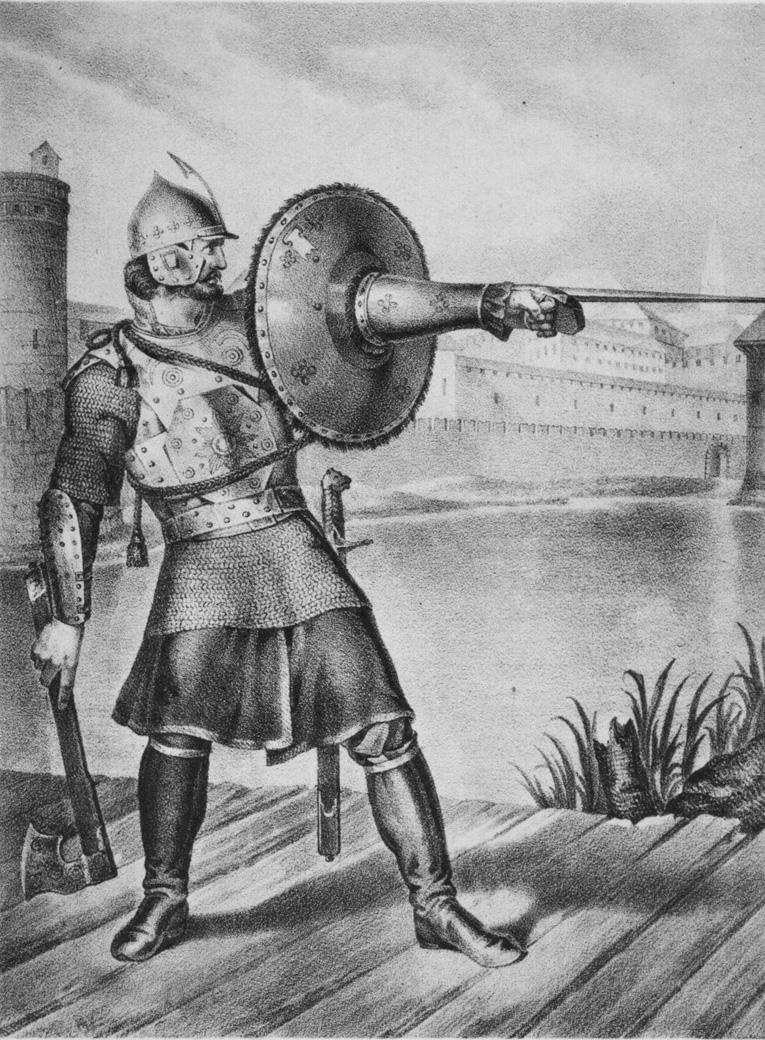
Rosyjski wojownik z toporem i tarczem
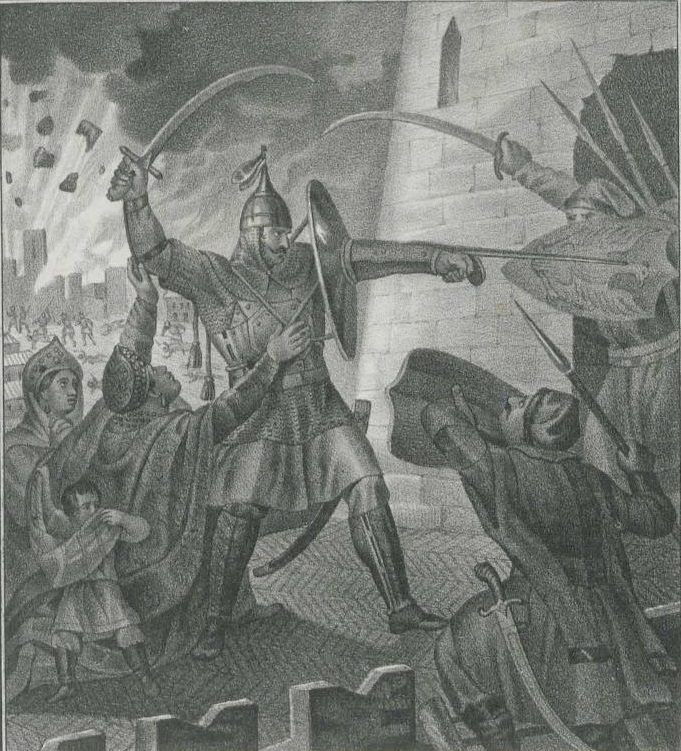
Oblężenie Smoleńska (1609–1611) przez Polaków. Rosyjski wojownik z szablą i tarczem
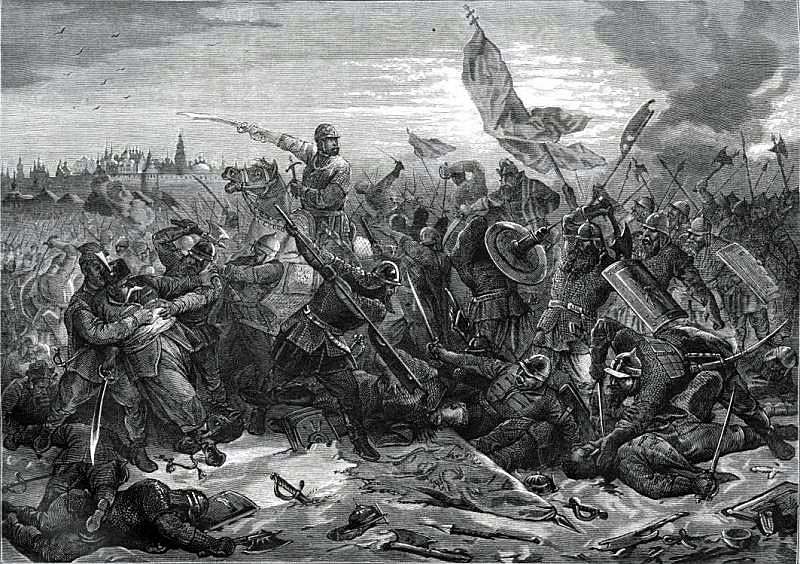
Bitwa pod Moskwą (1612). Rosyjski wojownik pośrodku uzbrojony jest w tarcz